# Kant Air Base
Kant Air Base är en flygbas i Kirgizistan. Den ligger i den norra delen av landet, 21 km öster om huvudstaden Bisjkek. Kant Air Base ligger 769 meter över havet.
Terrängen runt Kant Air Base är lite kuperad, och sluttar norrut. Runt Kant Air Base är det ganska tätbefolkat, med 111 invånare per kvadratkilometer. Närmaste större samhälle är Kant, 3,9 km norr om Kant Air Base. Trakten runt Kant Air Base består till största delen av jordbruksmark.